# 科扎奇基 (列季奇夫區)
49°18′4″N 27°37′28″E / 49.30111°N 27.62444°E
科扎奇基（烏克蘭語：Козачки）是位於烏克蘭西部的村莊，由赫梅利尼茨基州裡赫梅利尼茨基區的萊蒂奇夫市鎮負責管轄。該村始建於1649年，面積2.74平方公里，海拔高度329米，2001年人口648，人口密度每平方公里206.99人。